# Округ Лоренс (Јужна Каролина)
Округ Лоренс (енгл. Laurens County) је округ у америчкој савезној држави Јужна Каролина. По попису из 2010. године број становника је 66.537.

## Демографија
Према попису становништва из 2010. у округу је живело 66.537 становника, што је 3.030 (4,4%) становника мање него 2000. године.
| Група             | 2000.          | 2010.          |
| Белци             | 49.358 (71,0%) | 45.900 (69,0%) |
| Афроамериканци    | 18.245 (26,2%) | 16.933 (25,4%) |
| Азијати           | 101 (0,1%)     | 183 (0,3%)     |
| Хиспаноамериканци | 1.352 (1,9%)   | 2.729 (4,1%)   |
| Укупно            | 69.567         | 66.537         |